# Якоб-при-Шентюрю
Якоб-при-Шентюрю (словен. Jakob pri Šentjurju) — поселення в общині Шентюр, Савинський регіон, Словенія. 
Висота над рівнем моря: 295,6 м.